# Krims federala distrikt

Krims federala distrikt

Krims federala distrikt (ryska: Кры́мский федера́льный о́круг) var ett av Rysslands federala distrikt. Det bildades den 21 mars 2014 efter Rysslands annektering av Krim. Ukraina hävdar fortfarande sin suveränitet över området. Distriktet bestod av federationssubjekten Republiken Krim och Sevastopol. Oleg Belaventsev var av presidenten utsedd att leda distriktet.
Distriktet slogs samman med Södra federala distriktet den 28 juli 2016.
|   | Flagga             | Federationssubjekt | Area i km² | Befolkning | Administrativt centrum |
| - | ------------------ | ------------------ | ---------- | ---------- | ---------------------- |
| 1 | Krims flagga       | Republiken Krim    | 26 964     | 1 966 801  | Simferopol             |
| 2 | Sevastopols flagga | Sevastopol         | 864        | 379 200    | Sevastopol             |